# Dion Dreesens
Dion Dreesens (Venray, 30 april 1993) is een Nederlandse zwemmer. Dreesens traint bij SwimMAC Carolina onder leiding van David Marsh.

## Carrière
Op de Europese jeugdkampioenschappen zwemmen 2010 in Helsinki eindigde Dreesens als zevende op de 200 meter vrije slag, daarnaast strandde hij in de series van zowel de 100 als de 400 meter vrije slag. Tijdens de Olympische Jeugdzomerspelen 2010 in Singapore eindigde de Nederlander als zevende op de 200 meter vrije slag, op de 400 meter vrije slag werd hij uitgeschakeld in de series. Bij zijn internationale debuut, op de Europese kampioenschappen kortebaanzwemmen 2010 in Eindhoven, strandde Dreesens in de series van de 200 meter vrije slag.
In Belgrado nam de Nederlander deel aan de Europese jeugdkampioenschappen zwemmen 2011. Op dit toernooi eindigde hij als vijfde op de 200 meter vrije slag en als zevende op de 400 meter vrije slag, daarnaast werd hij uitgeschakeld in de series van de 100 meter vrije slag. Op de Europese kampioenschappen kortebaanzwemmen 2011 in Szczecin strandde Dreesens in de series van zowel de 100, 200 als de 400 meter vrije slag.
Tijdens de Swim Cup Eindhoven 2012 miste hij op 19 honderdsten de olympische limiet op de 200 meter vrije slag. Uiteindelijk werd hij toch geselecteerd, als lid van de 4x100 meter wisselslag estafette. Tijdens de Olympische Zomerspelen van 2012 in Londen werd Dreesens uitgeschakeld in de series van de 200 meter vrije slag, op de 4x100 meter wisselslag werd hij niet ingezet. In Chartres nam de Nederlander deel aan de Europese kampioenschappen kortebaanzwemmen 2012. Op dit toernooi strandde hij in de series van zowel de 100, 200 als de 400 meter vrije slag.
Op de wereldkampioenschappen zwemmen 2013 in Barcelona werd Dreesens uitgeschakeld in de series van de 200 meter vrije slag. Tijdens de Europese kampioenschappen kortebaanzwemmen 2013 in Herning strandde de Nederlander in de series van zowel de 100, 200 als de 400 meter vrije slag.
In Berlijn nam Dreesens deel aan de Europese kampioenschappen zwemmen 2014. Op dit toernooi werd hij uitgeschakeld in de halve finales van de 200 meter vrije slag. Op de 4x200 meter vrije slag eindigde hij samen met Ferry Weertman, Joost Reijns en Sebastiaan Verschuren op de vijfde plaats. Na dit toernooi vertrok hij naar de Verenigde Staten om in Charlotte bij SwimMAC Carolina onder leiding van David Marsh te gaan trainen.
Op de wereldkampioenschappen zwemmen 2015 in Kazan eindigde hij samen met Kyle Stolk, Joost Reijns en Sebastiaan Verschuren als zevende op de 4x200 meter vrije slag.
Tijdens de Europese kampioenschappen zwemmen 2016 in Londen strandde Dreesens in de series van de 200 meter vrije slag. Op de 4x200 meter vrije slag werd hij samen met Maarten Brzoskowski, Kyle Stolk en Sebastiaan Verschuren Europees kampioen.

## Resultaten

### Internationale toernooien
| Jaar | Olympische Spelen   | WK langebaan         | WK kortebaan  | EK langebaan                              | EK kortebaan                                                |
| ---- | ------------------- | -------------------- | ------------- | ----------------------------------------- | ----------------------------------------------------------- |
| 2010 |                     |                      | geen deelname | geen deelname                             | 28e 200m vrije slag                                         |
| 2011 |                     | geen deelname        |               |                                           | 45e 100m vrije slag 35e 200m vrije slag 35e 400m vrije slag |
| 2012 | 27e 200m vrije slag |                      | geen deelname | geen deelname                             | 28e 100m vrije slag 16e 200m vrije slag 18e 400m vrije slag |
| 2013 |                     | 19e 200m vrije slag  |               |                                           | 39e 100m vrije slag 20e 200m vrije slag 31e 400m vrije slag |
| 2014 |                     |                      | geen deelname | 15e 200m vrije slag 5e 4x200m vrije slag  |                                                             |
| 2015 |                     | 7e 4x200m vrije slag |               |                                           | geen deelname                                               |
| 2016 | 5-21 augustus       |                      | 6-11 december | serie 200m vrije slag · 4x200m vrije slag |                                                             |

### Nederlandse kampioenschappen zwemmen
| Jaar | NK Langebaan                                               | NK Kortebaan                                              |
| ---- | ---------------------------------------------------------- | --------------------------------------------------------- |
| 2009 | geen deelname                                              | 13e 200m vrije slag 12e 400m vrije slag                   |
| 2010 | 13e 100m vrije slag 6e 400m vrije slag                     | 13e 100m vrije slag 4e 200m vrije slag 5e 400m vrije slag |
| 2011 | 12e 100m vrije slag · 200m vrije slag · 4e 400m vrije slag | 7e 200m vrije slag 4e 400m vrije slag                     |
| 2012 | 200m vrije slag · 400m vrije slag                          | najaar 2012                                               |

## Persoonlijke records
Bijgewerkt tot en met 21 mei 2016
Kortebaan
| Afstand         | Tijd    | Datum            | Plaats       |
| --------------- | ------- | ---------------- | ------------ |
| 100m vrije slag | 48,40   | 11 december 2015 | Indianapolis |
| 200m vrije slag | 1.44,14 | 8 augustus 2013  | Eindhoven    |
| 400m vrije slag | 3.42,26 | 10 augustus 2013 | Berlijn      |

Langebaan
| Afstand         | Tijd    | Datum        | Plaats    |
| --------------- | ------- | ------------ | --------- |
| 100m vrije slag | 49,73   | 13 juni 2013 | Rome      |
| 200m vrije slag | 1.46,93 | 21 mei 2016  | Londen    |
| 400m vrije slag | 3.51,83 | 7 april 2013 | Eindhoven |